# Дикер-Брандейс, Фридл
Фридл Дикер-Брандейс (также Брандайс, нем. Friedl Dicker-Brandeis; 30 июля 1898, Вена — 9 октября 1944, Освенцим) — австрийская художница еврейского происхождения.

## Биография
Родилась в Вене 30 июля 1898 года. Потеряла мать в очень раннем возрасте, и эту потерю она остро переживала всю свою жизнь.
Дикер-Брандейс была ученицей Иоганнеса Иттена (1888—1967) в его частной школе в Вене, а затем последовала за ним, чтобы учиться и преподавать в Веймарском Баухаузе. Занималась в 1919—1923 годах дизайном тканей, иллюстраторской и оформительской работой. После окончания Баухауза работала театральной художницей и дизайнером в Берлине, Праге и Гронове.
В 1919—1931 г. поддерживала любовную связь и сотрудничала с австрийским архитектором Францем Зингером (1896—1954), несмотря на брак последнего с 1921 г. Неоднократно была беременна от Зингера, но тот всякий раз принуждал её к аборту. В 1936 г. вышла замуж за Павла Брандейса и после этого использовала двойную фамилию. В середине 1938 года получила чешское гражданство и вместе со своим мужем Павлом Брандейсом жила в Гронове.
Вместе с мужем депортирована в Терезинское гетто в декабре 1942 года. В гетто давала уроки рисования. Накануне последней депортации из Терезинского гетто в Освенцим, 6 октября 1944 года, она собрала в чемодан все рисунки, сделанные детьми на её уроках (около 5000). Из почти 660 авторов рисунков 550 были убиты во время Холокоста. Рисунки сохранились. После войны они стали ярким свидетельством повседневной жизни евреев в гетто. В настоящее время они хранятся в Праге в Еврейском музее. Выставка произведений Фридл Дикер-Брандейс и её терезинских учеников была открыта в Вене в 1999 году. Выставка была проведена в Чехии, Германии, Швеции, Франции, США и Японии, её посетило более миллиона человек.
Фридл Дикер-Брандейс погибла в Биркенау 9 октября 1944 года. Её муж Павел выжил.